# Zygiella shivui
Zygiella shivui là một loài nhện trong họ Araneidae.
Loài này thuộc chi Zygiella. Zygiella shivui được miêu tả năm 1990 bởi Patel & C. Adinarayana Reddy.